# Wasting Time (Blink-182)
Wasting Time è un singolo del gruppo musicale statunitense Blink-182, il secondo estratto dal primo album in studio Cheshire Cat e pubblicato il 21 novembre 1996.

## Tracce
1. Wasting Time – 2:46
2. Wrecked Him – 2:56
3. Lemmings – 2:50
4. Enthused – 2:43

## Formazione
- Mark Hoppus – voce, basso
- Tom DeLonge – voce, chitarra
- Scott Raynor – batteria